# Hörsne-Bara distrikt
Hörsne-Bara distrikt är ett distrikt i Gotlands kommun och Gotlands län. 
Distriktet ligger öster om Visby.

## Tidigare administrativ tillhörighet
Distriktet inrättades 2016 och utgörs av socknarna Hörsne (med Bara) (med den tidigare socken Bara) i Gotlands kommun.
Området motsvarar den omfattning Hörsne med Bara församling hade vid årsskiftet 1999/2000 och som den fick 1884 när socknarnas församlingar gick samman.